# Ua Huka

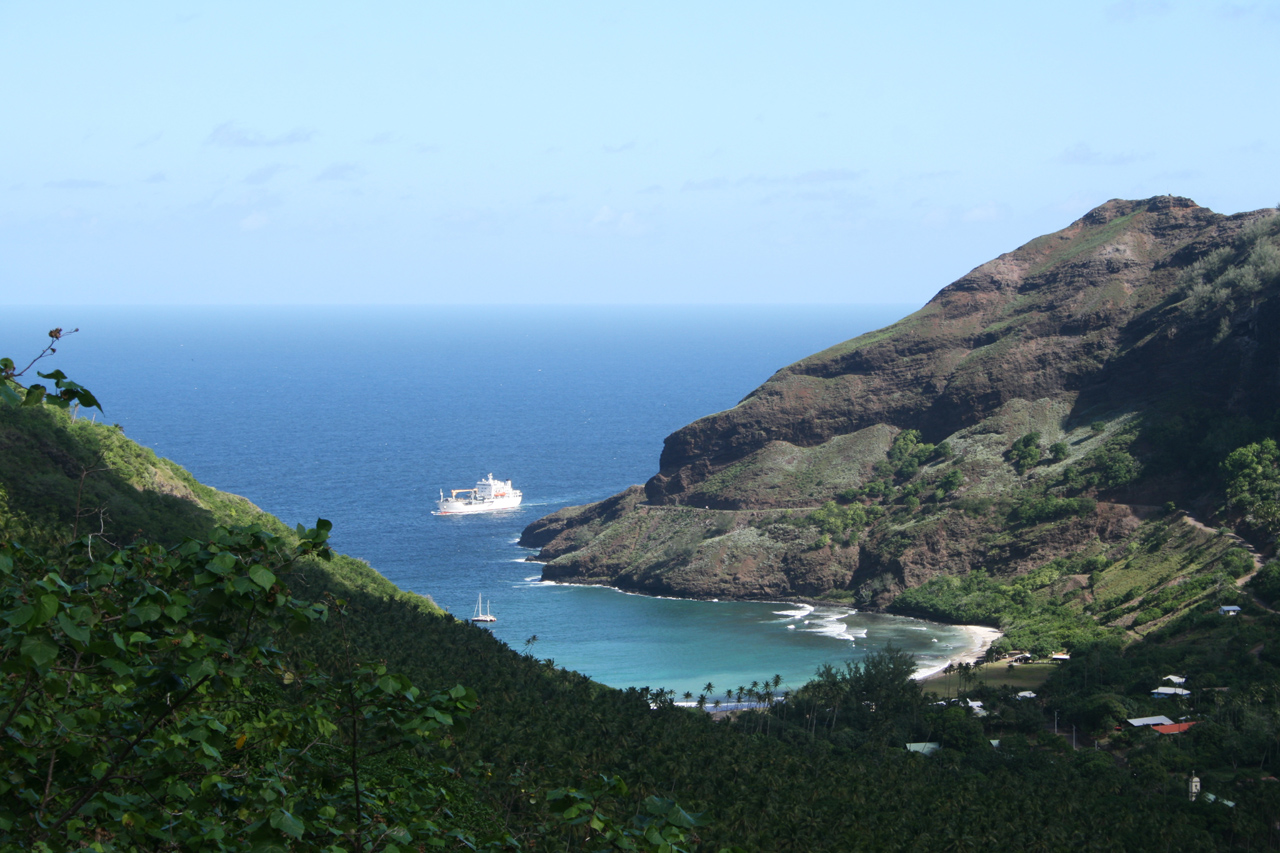
Jedna z małych zatok na wyspie

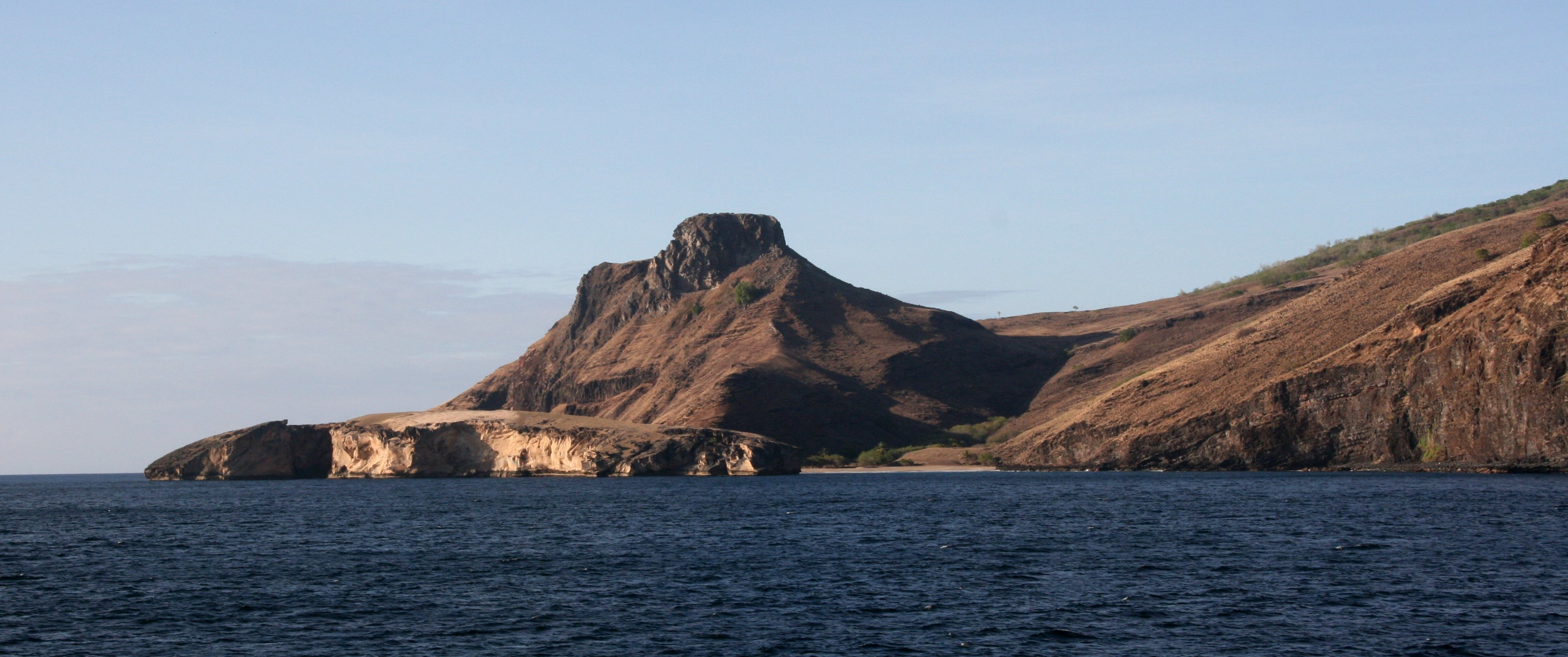
Półpustynne wybrzeże południowe

Ua Huka – wyspa w Polinezji Francuskiej, w archipelagu Markizów. Stanowi wulkan tarczowy w wieku około 2,4–2,2 miliona lat.
Najwyższe wzniesienie wyspy to szczyt góry Hitikau o wysokości 857 m n.p.m.
Na wyspie znajduje się Port lotniczy Ua Huka.